# Filipposevangeliet
Filipposevangeliet, skrift från 200-talets senare hälft, troligen av syriskt ursprung. Innehåller Jesusord och gärningar samt utläggningar om sakramenten i den valentinska gnostiska traditionen. Skriften är kanske mest känd som en tidig källa för idén att Jesus skulle ha varit gift med Maria Magdalena. Även om detta inte uttryckligen anges i själva dokumentet, beskrivs hon som Jesu "älskarinna" i vissa översättningar.